# Чистые активы
Чистые активы — реальная стоимость имущества, имеющегося у общества, ежегодно определяемая за вычетом его долгов, то есть разница между активами и обязательствами компании.

## Определение
Размер чистых активов — это разница между балансовой стоимостью всех активов и суммой долговых обязательств общества.
Отрицательная величина чистых активов означает, что по данным бухгалтерской отчётности размер долгов превышает стоимость всего имущества общества.
Финансовое состояние общества с неудовлетворительной структурой баланса (отрицательной величиной чистых активов) имеет иной термин — «недостаточность имущества».
Чистые активы рассчитывают на основании данных бухгалтерского баланса. Для этого из суммы активов вычитают сумму обязательств в пассиве Баланса. При этом, в расчёте участвуют не все показатели баланса. Так, из состава активов надо исключить стоимость собственных акций, выкупленных у акционеров, и задолженность учредителей по взносам в уставный капитал. Также в составе пассивов не учитывают доходы будущих периодов (код 1530, раздел V), строки раздела III баланса — «Капитал» и «Резервы».
Предприятие должно уменьшить размер уставного капитала до размера чистых активов, если по итогам финансового года чистые активы меньше. Соответственно, если при уменьшении уставного капитала его размер будет меньше размера, установленного соответствующим законом, то это будет являться причиной к ликвидации предприятия.
Решение о выплате дивидендов открытым акционерным обществом может быть принято только в случае, если размер чистых активов не меньше суммы размеров уставного капитала, резервного капитала и разницы между номинальной стоимостью и ликвидационной стоимостью привилегированных акций.